# 阿尔维德·卡尔森
阿尔维德·卡尔森（瑞典語：Arvid Carlsson，1923年1月25日—2018年6月29日），瑞典科学家。他最著名的成就是对神经递质多巴胺的研究以及该物质在帕金森氏症中的作用，他也因此成为2000年度诺贝尔生理学或医学奖的获奖者之一。此外，他也是沃尔夫医学奖的获奖者。

## 生平
卡尔森出生在瑞典的乌普萨拉，是隆德大学历史学教授Gottfrid Carlsson的儿子。1941年，卡尔森也进入隆德大学学习医学。1944年，他参与了检查被释放的纳粹集中营的犯人的工作，他们是被Folke Bernadotte带到瑞典来的。虽然瑞典是第二次世界大战的中立国，卡尔森的求学之路还是由于在军队中服役而被迫中断数年。1951年，卡尔森获得了医学和哲学博士学位，并随后成为隆德大学的教授。1959年，他又到哥德堡大学任教授。
1957年，卡尔森提出多巴胺不仅仅是过去人们认为的去甲肾上腺素的前体，也是一种位于脑部的神经递质。
在阿斯利康制药公司工作期间，卡尔森和他的同事们利用溴苯那敏合成了第一个投入市场的选择性5-羟色胺再吸收抑制剂——苯吡烯胺（zimelidine）。
卡尔森发展出了一种测量脑组织中多巴胺含量的方法。根据这一方法，他发现基底核（控制运动的脑部区域）中多巴胺水平特别高。接着他给实验动物服用药物利血平（reserpine），结果导致多巴胺水平下降并引起运动失控。这一现象与帕金森氏症的症状相似。而通过在这些实验动物的饮食中添加左旋多巴（L-Dopa），多巴胺的前体，能够减轻相应症状。这些发现引起了其他医生的注意，他们尝试使用左旋多巴来治疗帕金森氏症患者，发现确实能够减轻疾病早期的一些症状。左旋多巴目前依然是治疗帕金森氏症的最普遍采用的方法的基础。
卡尔森是一名饮用水氟化的反对者。他与其他1700多名卫生专业人士共同签署了一个停止氟化饮用水的请愿书。他声称他参与了在瑞典的辩论会，在会中他帮助说服国会，希望基于道德规范，将饮用水氟化定为非法。他相信氟化水侵犯了现代医学原理，即医学治疗应该根据个人情况来进行。